# 劉湘公館
劉湘公館位於四川省成都市大邑縣，文物遺址年代判定為1923年。2007年6月1日公佈為四川省第七批文物保護單位。